# سيريل هاميلتون
سيريل هاميلتون (12 أغسطس 1909 بأديلايد في أستراليا - 10 فبراير 1941 في إريتريا) (بالإنجليزية: Cyril Hamilton)‏ هو لاعب كريكت بريطاني. لعب مع Kent County Cricket Club ‏ وBritish Army cricket team ‏.

## وصلات خارجية
- سيريل هاميلتون على موقع إي آس بي آن كريك إنفو (الإنجليزية)